# Цифровая дипломатия
Цифровая (электронная) дипломатия (англ. digital diplomacy, e-diplomacy) — использование возможностей сети интернет и информационно-коммуникационных технологий (ИКТ) для решения дипломатических задач. В рамках цифровой дипломатии используются новые медиа, социальные сети, блоги и тому подобные медиаплощадки в глобальной сети. В электронной дипломатии принимают участие государственные ведомства, в первую очередь внешнеполитическое, правительственные органы, а также неправительственные организации, чья деятельность связана с реализацией внешнеполитической повестки дня. Главные цели цифровой дипломатии — продвижение внешнеполитических интересов, информационная пропаганда через Интернет-телевидение, социальные сети и мобильные телефоны, направленная на массовое сознание и политические элиты.

## История
Термин «цифровая дипломатия» изначально использовался в отношении публичной политики США, проводимой с опорой на цифровые технологии (также распространены термины «Интернет-дипломатия», «дипломатия социальных сетей» и «Web 2.0 дипломатия»). Развитие первых программ в этой сфере пришлось на 2002—2003 гг. при переносе администрацией Джорджа Буша-младшего традиционных радио- и телеканалов международного вещания в интернет. В 2006 году госсекретарём Кондолиза Райс сформирована Группа цифрового взаимодействия, состоящая из специалистов, занимающиеся мониторингом информации и дезинформации о США, транслируемой пользователями в социальных сетях. Тогда же объявлен запуск первого официального блога Госдепартамента, открыт правительственный портал и несколько электронных журналов.
Философские основы цифровой дипломатии изложены в трудах Энн-Мэри Слотер, занимавшей пост директора по политическому планированию в Государственном департаменте США в 2009—2011 гг. По её мнению государства, имеющие более налаженные и разветвлённые информационные каналы и коммуникации, способны определять глобальную повестку дня. Сейчас программы цифровой дипломатии в США реализуются в рамках различных ведомств, в том числе Госдепартамента, ЦРУ, Министерства обороны и Агентства международного развития США.
Другие страны в последние годы также активно используют возможности цифровой дипломатии. Например, в британском Министерстве иностранных дел и по делам содружества существует Бюро цифровой дипломатии, которое активно участвует в продвижении внешнеполитической повестки дня.
Российские государственные органы также увеличивают своё присутствие в интернете. В 2002 году запущен первый сайт Президента России, в 2008 году — президентский видеоблог, а начиная с 2010 года ведётся аккаунт в микроблоге Twitter. Собственные сайты на сегодняшний день имеют все федеральные министерства, ведомства и иные органы государственной власти. Министерство иностранных дел РФ предоставляет возможность всем желающим следить за актуальными событиями внешней политики через площадки Facebook и Twitter. «Твипломатия» (Twiplomacy) является составной частью цифровой дипломатии, в совокупности с другими прикладными инструментами и методами электронной дипломатии.

## Сферы применения цифровой дипломатии
В сфере взаимодействия страны с другими игроками: реализация национальных интересов государства, дискредитации противников или улучшение отношений с союзниками.
Так, в 2010—2011 годах Белым домом опубликованы несколько официальных документов, в их числе «Публичная дипломатия: укрепление взаимодействия Соединенных Штатов с миром», в котором обозначались задачи, определяемые руководством США для цифровой дипломатии. В список таких задач вошли дискредитация идеологических противников Соединенных Штатов, противодействие информационной деятельности Китая в интернете, ограничение медиаприсутствия России на пространстве бывшего Советского Союза, противодействие осуществляемой через социальные сети внешней культурной политике Ирана.
В России развитию цифровой дипломатии тоже придается большое значение. В июне 2012 г. на совещании послов и постпредов президент России поставил цифровую дипломатию в один ряд с наиболее действенными инструментами внешней политики. Президент призвал дипломатов интенсивнее использовать новые технологии на разных платформах, в том числе в социальных медиа, для разъяснения позиций государства. Важно отметить эффективность использования электронных ресурсов для осуществления публичной дипломатии: при установлении контактов с онлайн-аудиторией и формировании новых инструментов коммуникации цифровая дипломатия может обеспечить возможность обращаться напрямую к целевой аудитории с конкретными сообщениями, в том числе привлекать к сотрудничеству авторитетных опинион-мейкеров. Что касается взаимосвязи электронной дипломатии и управления информацией, в том числе накопленными знаниями и опытом: аккумулирование и анализ колоссального объёма информации, который может быть с успехом использован в политических прогнозах и стратегическом планировании. Инструменты цифровой дипломатии используются и в консульской деятельности: обработка и подготовка визовой документации, прямые контакты с гражданами, находящимися за рубежом. В случае возникновения чрезвычайных ситуаций и стихийных бедствий: использование ИКТ для осуществления экстренной связи с посольством государства за рубежом.

## Критика
При всех объективных достоинствах цифровых технологий политики и чиновники, на словах признавая важность Интернета, на практике продолжают рассматривать вопросы развития цифровой дипломатии исключительно в контексте рисков и угроз. Интернет воспринимается как канал распространения экстремизма и терроризма, навязывания чуждой идеологии и внешнеполитической пропаганды, как средство ведения информационной войны.
Подтверждением тому, что программы цифровой дипломатии воспринимаются как угроза на международной арене, служит существующая тенденция к фрагментации глобальной информационной сферы, вычленения из неё национальных и региональных сегментов. На неформальном саммите Шанхайской организации сотрудничества в августе 2011 г. обсуждалась возможность введения информационных границ с целью оградить государства-участницы от негативных последствий цифровой дипломатии.
Исследователи также обращают внимание на то, что программы цифровой дипломатии США могут представлять угрозу международной безопасности в том случае, если они нарушают баланс сил на международной арене и провоцируют ответную реакцию, отмечая в этой связи, что «основная озабоченность в сфере обеспечения международной информационной безопасности связана с возможностью применения информационно-коммуникационных технологий (ИКТ) в целях, несовместимых с задачами обеспечения международной стабильности и безопасности».

## Казусы
14 августа 2014 года, в русскоязычном аккаунте премьер-министра Дмитрия Медведева в сервисе микроблогов Twitter было опубликовано несколько провокационных сообщений. Первая запись появилась после 10 часов утра по московскому времени: «Ухожу в отставку. Стыдно за действия правительства. Простите» — говорилось в ней. Среди прочего, в аккаунте появились и другие записи, например: «Давно хотел сказать. Вова! Ты не прав!». Пресс-служба президента России позже опубликовала заявление о том, что аккаунт Д. А. Медведева был взломан неизвестными лицами.